# Пети-Курон
Пети-Курон (фр. Petit-Couronne) — город на севере Франции, регион Нормандия, департамент Приморская Сена, округ Руан, кантон Ле-Гран-Кевийи. Расположен в 10 км к юго-западу от центра Руана, внутри одного из меандров Сены. Через территорию коммуны проходит автомагистраль N338. Один из многочисленных городов-спутников Руана, входит в состав Метрополии Руан Нормандия.
Население (2018) — 8 655 человек.

## Достопримечательности
- Музей Пьера Корнеля в доме, принадлежавшем семье писателя
- Менгиры доримских времен
- Церковь Святого Альбина (Обена) XVII века

## Экономика
Речной порт местного значения, предприятия нефтепереработки, легкой и деревообрабатывающей промышленности.
Структура занятости населения:
- сельское хозяйство — 0,6 %
- промышленность — 8,3 %
- строительство — 24,7 %
- торговля, транспорт и сфера услуг — 45,9 %
- государственные и муниципальные службы — 20,5 %

Уровень безработицы (2017) — 17,0 % (Франция в целом —  13,4 %, департамент Приморская Сена — 15,3 %). 

Среднегодовой доход на 1 человека, евро (2018) — 20 130 (Франция в целом — 21 730, департамент Приморская Сена — 21 140).

## Демография
Динамика численности населения, чел.

## Администрация
Пост мэра Пети-Курона с 2020 года занимает социалист Жоэль Биго (Joël Bigot). На муниципальных выборах 2020 года возглавляемый им список социалистов был единственным.
| Период | Период | Фамилия        | Партия                               | Примечания                                                       |
| ------ | ------ | -------------- | ------------------------------------ | ---------------------------------------------------------------- |
| 1977   | 2004   | Жерар Летайё   | Социалистическая партия Левая партия |                                                                  |
| 2004   | 2008   | Клод Пьоле     | Социалистическая партия              |                                                                  |
| 2008   | 2020   | Доминик Рандон | Социалистическая партия              | административный работник, член Генерального совета департамента |
| 2020   |        | Жоэль Биго     | Социалистическая партия              | профсоюзный деятель                                              |

## Города-побратимы
- Бекль, Великобритания
- Алем, Германия
- Вила-Верди, Португалия

## Галерея

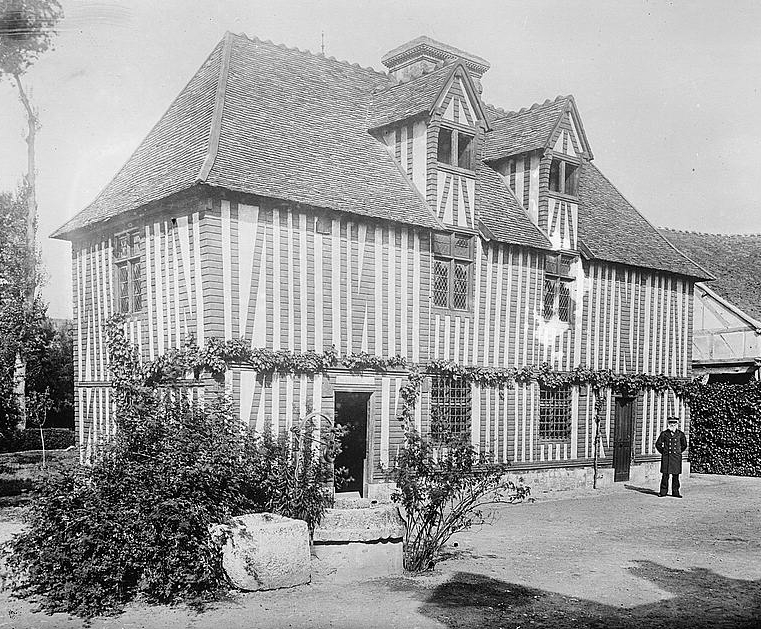
Дом-музей Пьера Корнеля
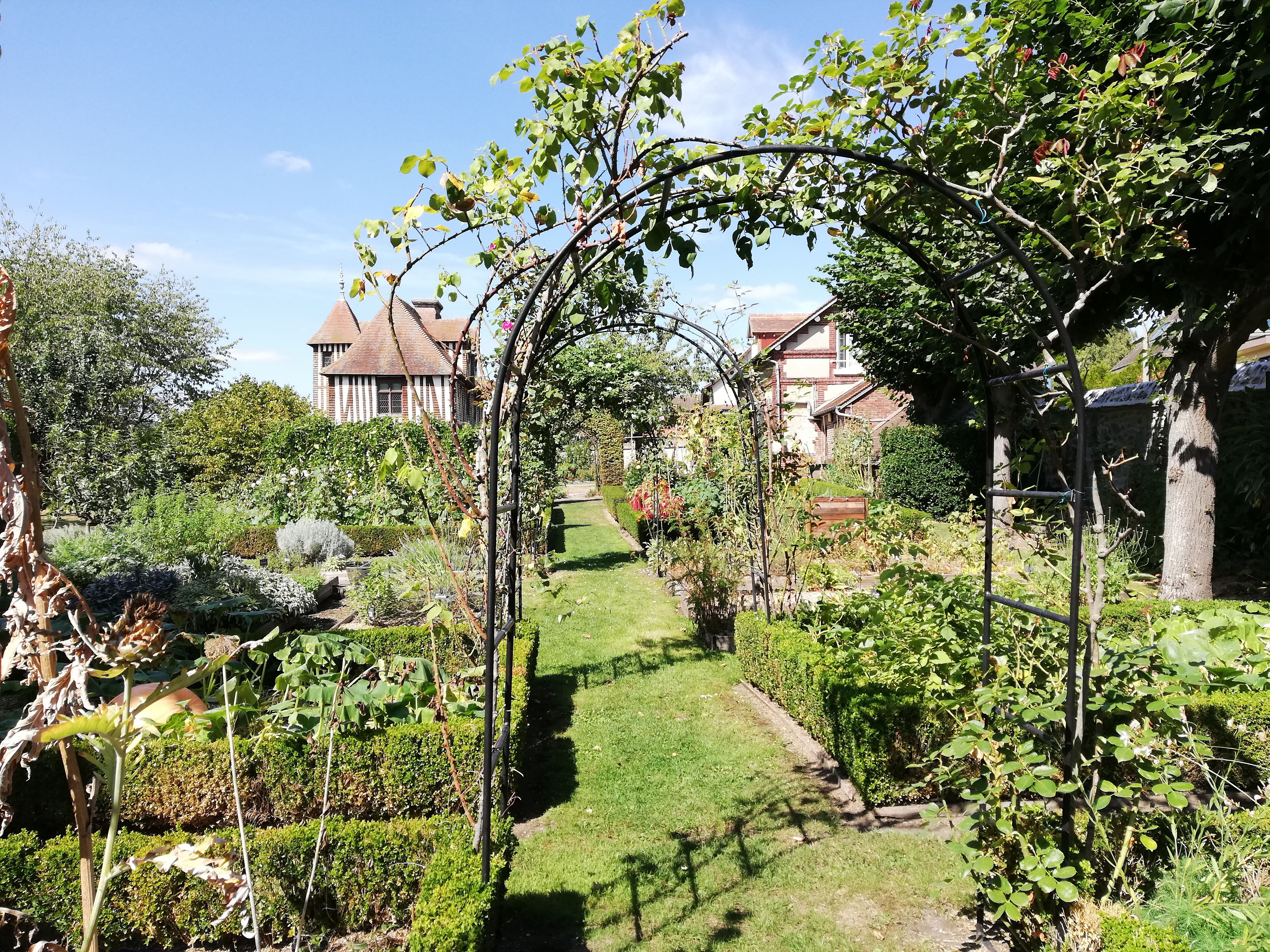
Сад у музея Пьера Корнеля
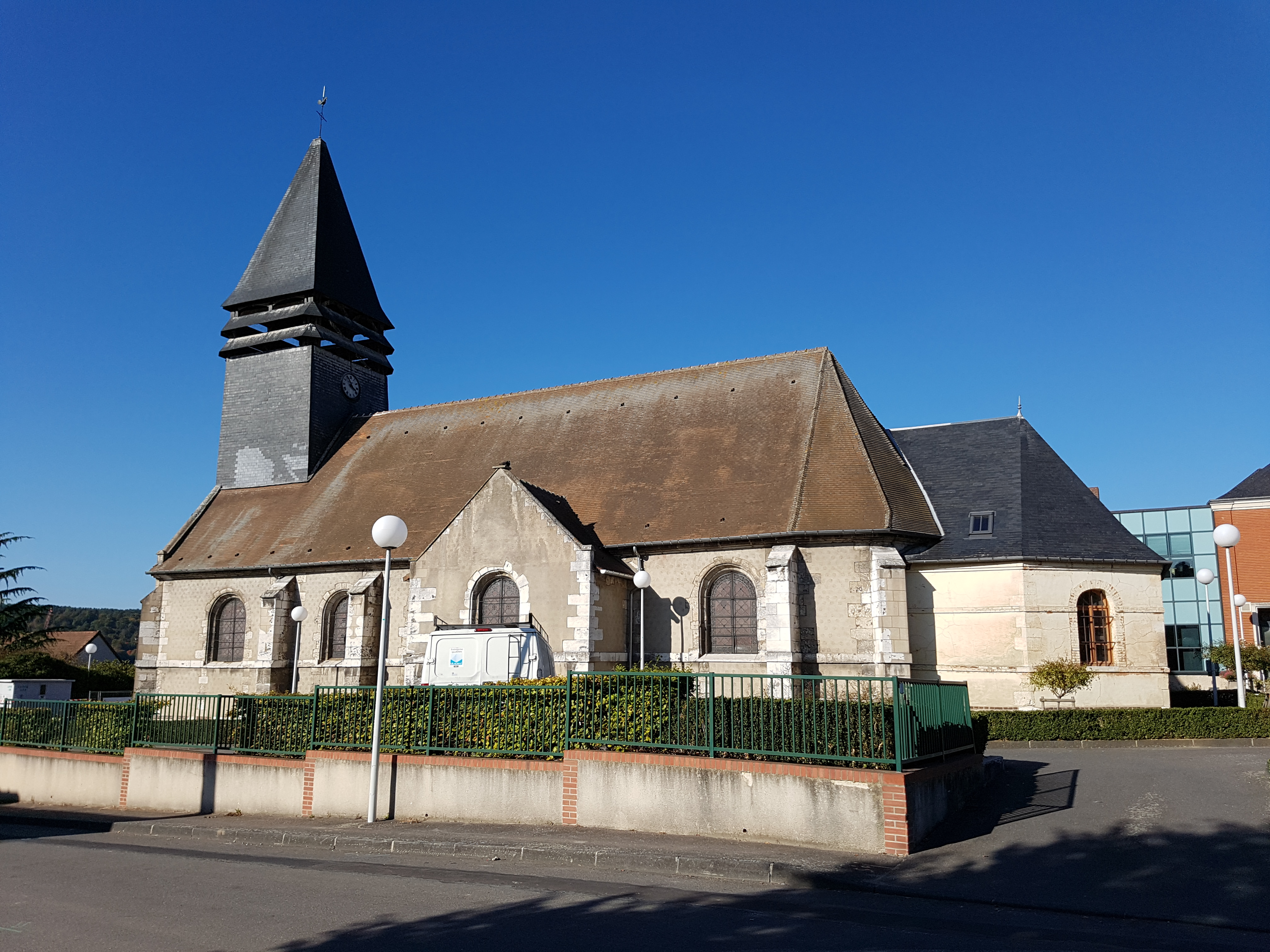
Церковь Святого Обена

1. 1 2  база данных о французских коммунах — Национальный географический институт Франции, 2015.